# Dodo (Künstlerin)

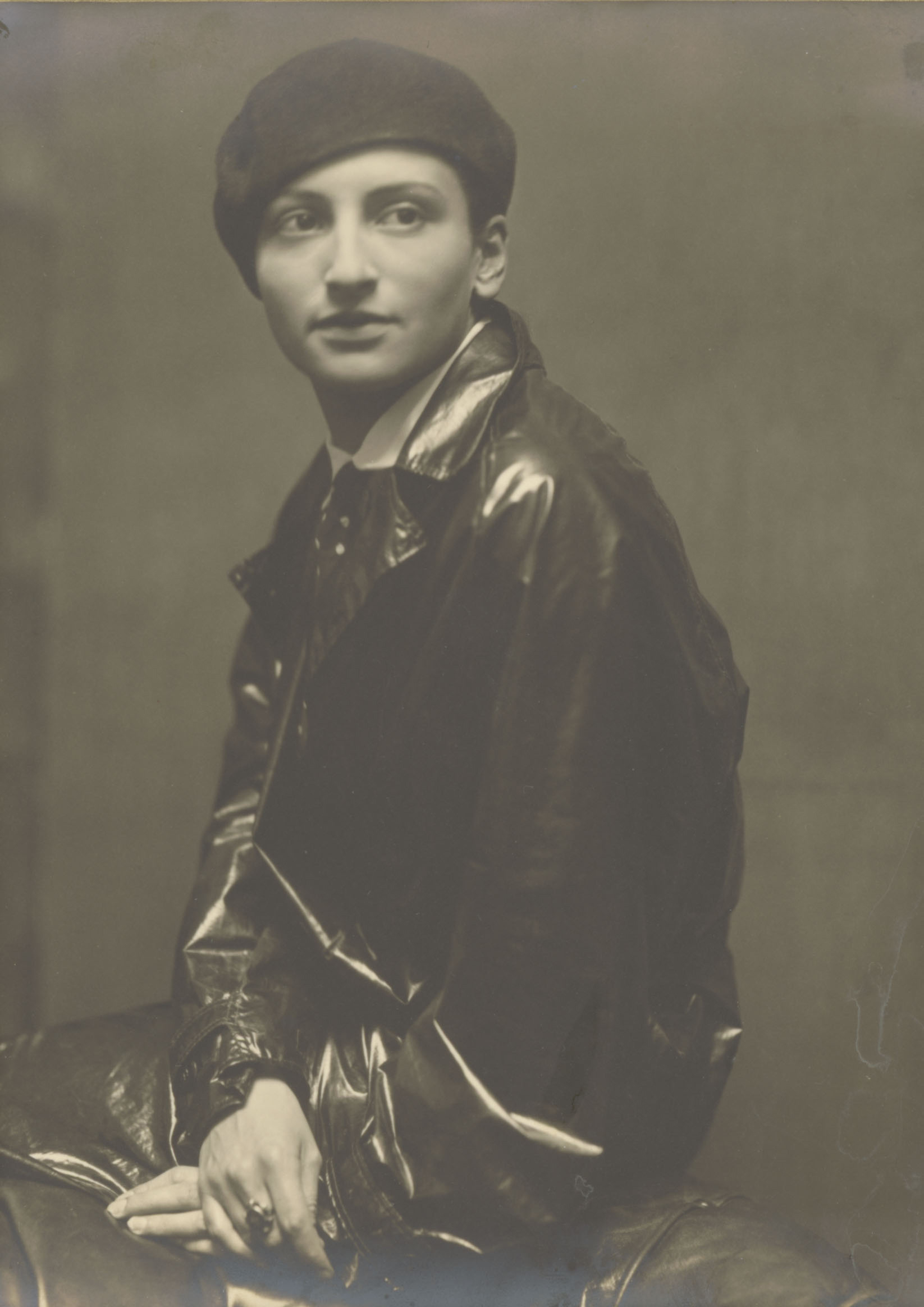
Dodo (Dörte Clara Wolff), 1928

Dodo, geboren als Dörte Clara Wolff (* 10. Februar 1907 in Berlin; † 22. Dezember 1998 in London), war eine aus Nazideutschland emigrierte jüdische deutsch-englische Malerin und Illustratorin der Neuen Sachlichkeit und des Art déco.

## Biografie
Dörte Wolff wuchs als zweite Tochter in einer wohlhabenden assimilierten jüdischen Familie in Berlin auf. Von 1923 bis 1926 machte sie eine Ausbildung an der Schule Reimann in Berlin-Schöneberg, einer renommierten privaten Kunst- und Kunstgewerbeschule. Zu ihren Lehrern gehörten unter anderem Moriz Melzer und Georg Tappert, die jeweils Porträtzeichnen, Aktzeichnen und Komposition lehrten. Sie belegte ferner Kurse in Mode- und Kostümentwurf bei Rolf Niczky, Kenan und Erna Schmidt-Caroll. Ihre Arbeiten signierte sie bereits während ihrer Ausbildung mit DODO oder DoDo. Zunächst arbeitete sie als freie Modegrafikerin; unter anderem entwarf sie Vogue – Schnittmuster für Fritz Gugenheims Engrosgesellschaft und Seidenweberei Michels & Cie. Für die Uraufführung der Revue Es liegt in der Luft von Mischa Spoliansky und Marcellus Schiffer im Mai 1928 (Regie: Robert Forster-Larrinaga; Bühnenbild: Walter Trier und Emil Pirchan) gestaltete Dodo die Figurinen, darunter insbesondere die Bühnenkostüme für Marlene Dietrich und Margo Lion.
Von September 1927 bis November 1929 gehörte sie zu den Illustratoren des Ulk, des Illustrirten Wochenblatts für Humor und Satire, das seit 1872 als Beilage des von Rudolf Mosse herausgegebenen liberalen Berliner Tageblatts und der Berliner Volks-Zeitung erschien. Dort veröffentlichte sie mehr als 60 Gesellschaftsstudien, die zumeist als Gouachen ausgeführt waren, darunter acht Titelbilder und elf großformatige Doppelmittelseiten. Ihre Illustrationen erschienen zeitgleich mit denen von Jeanne Mammen, ebenfalls zuvor Reimann-Schülerin; mehrere Arbeiten beider Künstlerinnen wurden unmittelbar nebeneinander publiziert.
Im Jahr 1929 heiratete sie den jüdischen Rechtsanwalt und Notar Hans Bürgner (1882–1974); die beiden hatten zwei Kinder, Anja und Thomas Ulrich. Durch den Freundeskreis ihres Ehemanns – Hans Bürgners Schwester Hedwig Abraham (1878–1969) war die Witwe des Psychoanalytikers Karl Abraham – war Dodo mit Psychoanalyse vertraut. 1933 lernte sie über ihre Freundin Polly Tieck, deren Zeitungsbeiträge Dodo gelegentlich illustrierte, den C.G. Jung-Schüler Gerhard Adler (1904–1988) kennen und lieben. Sie folgte ihm nach Zürich, wo sie sich vier Monate von Jungs engster Mitarbeiterin Toni Wolff (1888–1953) in der Burghölzli Klinik analysieren ließ und ihre Träume in Werken ausdrückte, die sie selbst als „unbewusste“ Bilder bezeichnete. Dodo arbeitete in der Frühzeit des Nationalsozialismus ab 1934 in Berlin nur noch für jüdische Publikationen, nämlich für die Jüdische Rundschau, die CV-Zeitung, das Israelitische Familienblatt und das Gemeindeblatt der Jüdischen Gemeinde, in denen regelmäßig ihre Kinderzeichnungen, Bibelgeschichten und Theaterszenen erschienen.
Im Jahr 1936 emigrierte sie nach London, ihre beiden Kinder wurden wenig später von Tami Oelfken zu ihr nach London gebracht. Sie ließ sich von Bürgner scheiden und heiratete im Sommer 1936 Gerhard Adler. 1938 folgte die Scheidung von Adler und 1945 die zweite Heirat mit Bürgner. Bürgner war nach dem allgemeinen Anwalts-Berufsverbot vom 27. September 1938 ebenfalls nach London ausgewandert, er unterstützte dort unmittelbar den Kindertransport. Nach dem Krieg arbeitete er für die United Restitution Organization (URO) und setzte sich sowohl in London als auch durch den Aufbau der URO-Büros in Düsseldorf und Berlin mit rechtlicher Unterstützung für die Belange der Opfer der nationalsozialistischen Verfolgung ein. Dodo illustrierte im Exil unter dem Namen Dodo Adler Kinderbücher, schuf Gebrauchsgrafiken, entwarf Grußkarten für den Verlag Raphael Tuck & Sons und arbeitete für Paris House London; in der Nachkriegszeit zeichnete sie Akte, Landschaften, Stillleben und schuf eine Vielzahl von Tapisserien nach eigenen Entwürfen.

## Werkbetrachtung
Das Werk von Dodo war durch die Emigration in Vergessenheit geraten und wurde erst im Herbst 2009 durch die Sammlerin und Kunsthändlerin Renate Krümmer wiederentdeckt. In Zusammenarbeit mit Krümmer und den Nachkommen der Künstlerin kuratierte Adelheid Rasche von der Kunstbibliothek, Staatliche Museen zu Berlin, die erste monografische Ausstellung Dodo (1907–1998) – Ein Leben in Bildern.
Nach Norbert Wolf erreichte Dodo ihren künstlerischen Höhepunkt zwischen 1927 und 1930, ihre Kunst charakterisiert er als „bezeichnend für die Malerei im damaligen Deutschland“. Die Haupterfolge ihrer Arbeit lagen in den Illustrationen für den Ulk, bei denen sie sich „neben der allgemeinen Schilderung weltstädterischer Eleganz besonders der gesellschaftlichen Situation und der Persönlichkeitsmodellierung der kessen, selbstbewusst auftretenden ‚Neuen Frau‘ und deren emanzipiertem Rollenverhalten“ widmete. In ihren Illustrationen vermischen sich Motive und Arbeitsweise der Neuen Sachlichkeit und des Art déco. Zudem macht sie „mit Mitteln, die der Karikatur entlehnt sind“ „auf die Oberflächlichkeit und den Illustrationscharakter der Glamourwelt aufmerksam.“ Dodo gehört zu denjenigen selbstbewussten Frauen in der Kunst, deren Werk nach vielen Jahren erst im 21. Jahrhundert wiederentdeckt worden ist. Ihre Meisterwerke schuf sie während der Roaring Twenties in der Weimarer Republik.

## Werke (Auswahl)

### Malerei
- Verkündigung (1933; Aquarell und Bleistift auf Papier, 56 × 32 cm, 1933; Ben Uri Galerie und Museum London)[8]

### Buchillustrationen
- Max Samter: Die Versuchung. Eine Erzählung. Textzeichnungen von Dodo Bürgner. Vortrupp-Verlag, Berlin 1934.
- Frieda Mehler: Feiertags-Märchen. Zeichnungen von Dodo Bürgner. Levy, Berlin 1935.
- Die Wunschkiste. Die schönsten Geschichten, Spiele und Rätsel aus dem Kinderblatt der C.-V.-Zeitung. Illustrationen von Dodo bei den Texten „Die Geschichte vom Lämmchen“ (von Alice Stein-Landesmann), „Gerdas Geheimnis“ (von Setta Cohn-Richter), „Die Kinderschlacht. Ein Chanukkaspiel in einem Aufzug“ (von Carl David) und zudem Text und Illustrationen beim Text „Josef und seine Brüder“. Philo-Verlag, Berlin 1936.
- Gertrude M. Salinger: Keep-Fit Singing Games. Illustrated by Dodo Adler. Evans Brothers, London 1938.
- Joan Haslip: Fairy Tales from the Balkans. Pictures by Dodo Adler. Collins, London & Glasgow 1943.
- Gladys Malvern: The Dancing Star. Illustrated by Dodo Adler. Collins, London 1944.
- Gertrude M. Salinger: Good Fun Singing Games. Illustrated by Dodo Adler. Ed. J. Burrow & Co., London 1947.

## Ausstellungen
Die erste Werkschau von Dodos Arbeiten Dodo (1907–1998) – Ein Leben in Bildern fand von März bis Mai 2012 in den Staatlichen Museen zu Berlin im Kulturforum statt. Dodos Werke wurden von Juni bis September 2012 in London in der Ausstellung The Inspiration of Decadence. Dodo Rediscovered: Berlin to London 1907–1998  in der Ben Uri Gallery, The London Jewish Museum of Art gezeigt. Die Ausstellung Die Neue Frau? Malerinnen und Grafikerinnen der Neuen Sachlichkeit von April – Juli 2015 in der Städtischen Galerie Bietigheim-Bissingen widmete Dodo ein eigenes Kapitel.  In der Bielefelder Kunsthalle war sie von Oktober 2015 bis Februar 2016 in der Ausstellung Einfühlung und Abstraktion. Die Moderne der Frauen in Deutschland vertreten. Die Schirn Kunsthalle Frankfurt zeigte von Oktober 2017 bis Februar 2018 eine Reihe von Dodos Werken in ihrer Ausstellung Glanz und Elend in der Weimarer Republik. Dodos Gouache Logenlogik (1929) wurde zum Markenbild dieser Ausstellung. Dodos Arbeiten waren von Oktober 2018 bis Ende Januar 2019 ebenfalls Bestandteil der Ausstellung Berlin. 1912–1932  in den Königlichen Museen der Schönen Künste in Brüssel. Die Ausstellung Die schaffende Galatea. Frauen sehen Frauen in der Kunsthalle „Talstrasse“ in Halle (Saale) sowie die Ausstellungen Into the Night. Cabarets & Clubs in Modern Artin der Barbican Art Gallery in London und nachfolgend im Belvedere  in Wien zeigten Arbeiten von Dodo. Die Hamburger Kunsthalle präsentierte von Dezember 2022 bis April 2023 Dodo-Arbeiten in ihrer Gruppenausstellung FEMME FATALE. Blick – Macht – Gender. Das Kunstmuseum Stuttgart zeigte in der Ausstellung SIEH DIR DIE MENSCHEN AN! – Das neusachliche Typenporträt in der Weimarer Zeit von Dezember 2023 bis Mitte April 2024 vier Dodo-Arbeiten. Nachfolgend war diese Ausstellung ab dem 12. Mai 2024 in den Kunstsammlungen Chemnitz im Museum Gunzenhauser zu sehen.